# Riu Lolo
El riu Lolo (també Lol) és un riu que neix a Guinea (prop de Gnegneyadi a uns 5 km al sud-est de Ouossou) però corre la major part del seu curs per territori de Sierra Leone on desaigua al riu Little Scarcies o Kaba.
En el conveni franco-britànic de 1889 el riu va marcar en algunes zones la frontera. El capità Brosselard-Faidherbe, quan va visitar la regió de Tamisso el 1881, va enfrontar prop del riu a Bilali, un fill i lloctinent de Samori Turé, i el va forçar a travessar el riu Lolo cap a les possessions britàniques.